# Kanton Espejo
Der Kanton Espejo befindet sich in der Provinz Carchi im Norden von Ecuador. Er besitzt eine Fläche von 553,9 km². Im Jahr 2022 betrug die Einwohnerzahl rund 14.500. Verwaltungssitz des Kantons ist die Kleinstadt El Ángel mit 4500 Einwohnern (Stand 2010). Der Kanton Espejo wurde 1934 eingerichtet.

## Lage
Der Kanton Espejo befindet sich zentral in der Provinz Carchi. Das Gebiet liegt in den Anden. Es wird über die Flüsse Río Mira und Río San Juan nach Westen entwässert. Der Hauptort El Ángel ist über die Nebenstraße E187 mit den nahe gelegenen Orten Mira und Bolívar sowie mit der Fernstraße E35 verbunden.
Der Kanton Espejo grenzt im Norden an den Kanton Tulcán, im Osten an den Kanton Montúfar, im Südosten an den Kanton Bolívar sowie im Südwesten an den Kanton Mira.

## Verwaltungsgliederung
Der Kanton Espejo ist in die Parroquias urbanas („städtisches Kirchspiel“)
- 27 de Septiembre
- El Ángel

und in die Parroquias rurales („ländliches Kirchspiel“)
- El Goaltal
- La Libertad
- San Isidro

gegliedert.

## Geschichte
Entwicklung der Einwohnerzahl im Kanton Espejo bei landesweiten Volkszählungen zum jeweiligen Gebietsstand:
| Jahr                    | Einwohner | +/-     |
| ----------------------- | --------- | ------- |
| 1950                    | 16.216    | –       |
| 1962                    | 22.650    | 39,7 %  |
| 1974                    | 25.969    | 14,7 %  |
| 1982                    | 12.676    | −51,2 % |
| 1990                    | 13.188    | 4 %     |
| 2001                    | 13.515    | 2,5 %   |
| 2010                    | 13.364    | −1,1 %  |
| 2022                    | 14.522    | 8,7 %   |
| Datenherkunft: Wikidata |           |         |

## Ökologie
Im Nordosten des Kantons befindet sich die Reserva Ecológica El Ángel, im Nordwesten das Schutzgebiet Bosque Protector Golondrinas.